# Abraham Adler (Rabbiner, 1808)
Abraham Adler (* 11. August 1808 in Kleinsteinach, Unterfranken; gestorben am 22. Februar 1880 in Aschaffenburg, Königreich Bayern) war ein deutscher Rabbiner und Gründer einer Jeschiwa.

## Leben und Werk
Abraham war der Sohn des Lehrers und späteren Handelsmanns Handelsmanns Selig Adler. Als Schüler besuchte er für seine Talmudstudien die von Abraham Moses Mayländer geleitete Jeschiwa in Burgpreppach, danach bei Abraham Stein in Adelsdorf und ab 1823 in Fürth. Nach der Schließung der Fürther Jeschiwa, im Jahre 1827, ging er für eineinhalb Jahre für Privatstudien nach Erlangen und machte im August 1832 sein Abitur in Würzburg. Ab Oktober 1832 studierte er Philosophie an der Universität Würzburg und besuchte parallel die dort von Abraham Bing geleitete Jeschiwa. Neben seinem Studium betätigte er sich als Hauslehrer, bis er April 1836 sein Staatsexamen absolvierte.
1838 bekleidete er das Amt des Distriktrabbiners in Burgpreppach, dann ab 1845 in Aschaffenburg und gründete 1860 eine Jeschiwa des Vereins Ben-Zion.
Als enger Vertrauter wurde er als Beisitzer bei der Rabbinerprüfung von Seligmann Bär Bamberger hinzugezogen. Mit diesem unterzeichnete er 1844 gegen die erste freie Rabbinerversammlung in Deutschland und war 1864 im Kompert-Prozess auf Seiten der Trennungsorthodoxie.
Er war verheiratet mit Ricke Igersheimer († 1895).